# Antonios Pavlidis
Antonios Pavlidis (griechisch Αντώνιος Παυλίδης; * 1. April 1993 in Griechenland) ist ein griechischer Schachspieler.
Die griechische Meisterschaft konnte er dreimal gewinnen: 2011, 2012 und 2016. Er spielte für Griechenland bei der Schacholympiade 2018 in Batumi.
In Deutschland spielte er für die SG Speyer-Schwegenheim (2019/21).
Im Jahre 2010 wurde ihm der Titel Internationaler Meister (IM) verliehen. Der Großmeister-Titel (GM) wurde ihm 2014 verliehen.
| Hier fehlt eine Grafik, die leider im Moment aus technischen Gründen nicht angezeigt werden kann. Wir arbeiten daran! |